# رابرت تیتل
رابرت تِیْتل (انگلیسی: Robert Teitel؛ زادهٔ ۲۴ ژانویه ۱۹۶۸) یک تهیه‌کننده اهل ایالات متحده آمریکا است.
غذای روح (۱۹۹۷ میلادی) و مردان افتخار (۲۰۰۰ میلادی) از آثار اوست.